# Escudo del Departamento de Río Negro
El escudo de Río Negro es representativo de las posibilidades industriales que tiene esta región de la región litoral oeste del Uruguay, integrada por seis subdivisiones políticas. Fue creado por Decreto Municipal del 28 de enero de 1943 dando así confirmación al fallo del jurado que entendió en el estudio de obras presentadas por varios artistas. El ganador fue el Sr. Juan José Zamora.

## Descripción y significado
El escudo está compuesto por un conjunto que rodean ramas de laurel y olivo, corona el mismo una banda con el nombre de Río Negro.

### La Batalla del Rincón
En un cuadro superior, las siluetas de un grupo de gauchos patriotas a caballo levantados en armas, blandiendo sables y lanzas de caña tacuara, significan la Batalla del Rincón, por la que 250 orientales comandados por el General Fructuoso Rivera derrotaron a dos cuerpos de 700 soldados del ejército portugués fieles al Imperio del Brasil, el 24 de septiembre de 1825.
El territorio donde se desarrolló esta gesta, se encuentra hoy dentro de lo que es nuestro Departamento, muy cercano a la ciudad de Fray Bentos, capital departamental, por aquel entonces llamada la zona como Rincón de las Gallinas o de Haedo, refiriendo a los propietarios españoles de la tierra.

### Lema "SOMOS INDUSTRIA Y RIQUEZA"
Separando este campo superior de dos menores ubicados debajo, se encuentra una faja donde se lee “SOMOS INDUSTRIA Y RIQUEZA”, aludiendo a las bondades desde el punto de vista agrario, pecuario y fluvial con que cuenta esta región del Uruguay.

### Vacuno
En los campos inferiores, se observa; a la izquierda, la imagen de un vacuno, significando uno de los elementos que caracterizó a la zona debido a que aquí se inició el racional aprovechamiento de la riqueza pecuaria, con el establecimiento de numerosos saladeros, desde principios del siglo XIX.

### Ancla
En el campo de la derecha, integra el Escudo un ancla sobre fondo que alude a las olas del río celeste, trayendo a colación la importancia que tiene el río Uruguay para la idea genérica de “Industria y Riqueza” que caracterizan a Río Negro.

### Espiga de trigo
Los dos campos menores, están separados por una visible imagen de una espiga de trigo maduro, también significando las riquezas importantes en cuanto a la explotación agraria que tiene Río Negro.

## Usos del escudo

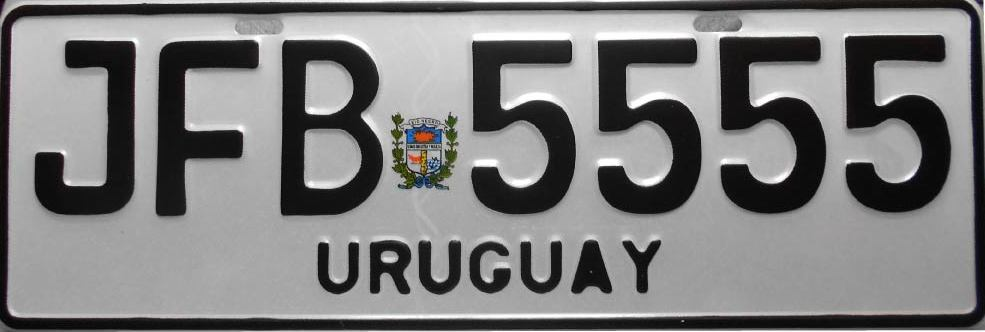
Escudo de Río Negro en matrícula de auto
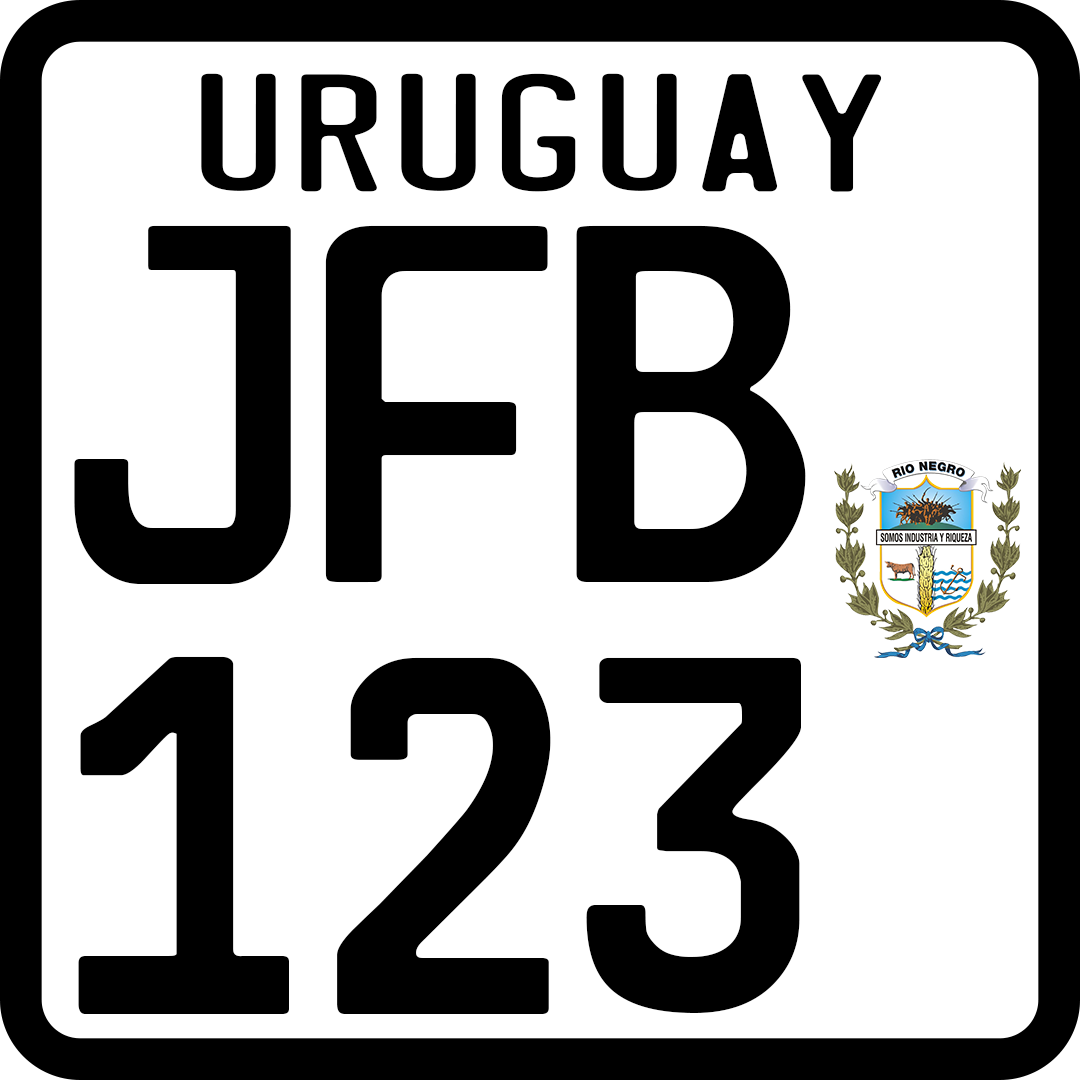
Escudo de Río Negro en matrícula de moto

- Datos: Q8778131